# Sandrine Le Berre
Sandrine Le Berre é uma atriz francesa.